# Срнава
Срнава (серб. Срнава / Srnava) — село в общине Вукосавле Республики Сербской Боснии и Герцеговины. Население составляет 452 человека по переписи 2013 года.